# Шейфер (город, Миннесота)
Шейфер (англ. Shafer) — город в округе Шисаго, штат Миннесота, США. На площади 1,6 км² (1,6 км² — суша, водоёмов нет), согласно переписи 2002 года, проживают 343 человека. Плотность населения составляет 208,8 чел./км².
- Телефонный код города — 651
- Почтовый индекс — 55074
- FIPS-код города — 27-59314[1]
- GNIS-идентификатор — 0651892[2]